# Phostria perfulvalis
Phostria perfulvalis là một loài bướm đêm trong họ Crambidae.